# Ϧ
Cette page contient des caractères spéciaux ou non latins. S’ils s’affichent mal (▯, ?, etc.), consultez la page d’aide Unicode.
Ϧ (minuscule : ϧ), appelé khaï ou ḫai, est une lettre de l’alphabet copte utilisée dans l’écriture du copte.

## Représentations informatiques
Le khaï peut être représenté à l’aide des caractères Unicode (Grec et copte) suivants :
| lettres   | représentations | chaînes de caractères | points de code | descriptions                |
| --------- | --------------- | --------------------- | -------------- | --------------------------- |
| majuscule | Ϧ               | Ϧ                     | U+03E6         | lettre majuscule copte khaï |
| minuscule | ϧ               | ϧ                     | U+03E7         | lettre minuscule copte khaï |